# 伊波卡
伊波卡（英語：Ifeanyi Uzoma Eboka，直译：「伊費阿尼·烏佐馬·埃博卡」，2000年6月29日—）為奈及利亞男子籃球運動員，場上位置為前鋒，現效力於亞洲籃球冠軍聯賽新北國王。
伊波卡出生於奈及利亞拉哥斯，11歲開始接觸籃球，2015年曾代表奈及利亞參加U16非青賽，2020年12月到達臺灣加入世新大學競逐大專籃球聯賽，與世新大學簽下四年合約。
2022年7月媒體報導伊波卡在未獲得世新大學同意的情況下投入P. LEAGUE+新人選秀會，在新人選秀會第一輪被新竹街口攻城獅選中，2022年8月世新大學教練何正峰表示新進的外籍生如果比伊波卡好會放行伊波卡打職籃，2022年9月初何正峰表示伊波卡已加入攻城獅練球，2022年9月中攻城獅宣布伊波卡加盟事宜。
伊波卡職業生涯菜鳥球季場均上場15分鐘，可挹注5.3分、4.5籃板。2023年7月攻城獅宣布與伊波卡協議終止合約。2023年10月伊波卡因中華民國居留證逾期遭內政部移民署北區事務大隊新北市專勤隊帶回，並將被強制驅逐出境。2023年11月臺北富邦勇士由於陣中外籍生石博恩受傷，宣布與伊波卡簽約。2024年1月底伊波卡遭臺北富邦勇士註銷，但仍隨隊練球。2024年3月初臺北富邦勇士宣布與伊波卡終止合約，伊波卡留下出賽12場，場均上場12分鐘，挹注4.1分、3籃板、1助攻的表現。
2025年5月28日，伊波卡以亞洲籃球冠軍聯賽洋將身份加盟新北國王參與2025年亞洲籃球冠軍聯賽東亞區資格賽四強賽事。

## 外部連結
- 伊波卡的Instagram帳戶
- 伊波卡在fiba.basketball（英语）
- 伊波卡在archive.fiba.com（存檔）（英语）
- 伊波卡在P. LEAGUE+官網
- 伊波卡在Eurobasket.com（球員）（英语）
- 伊波卡在Flashscore（英语）